# Lincent
Lincent (en wallon Lîssin, en néerlandais Lijsem) est une commune francophone de Belgique située en Région wallonne dans la province de Liège, ainsi qu'une localité où siège son administration.

## Étymologie
Lijsem est un nom germanique, d'une forme flatteuse de Lindso + Haima, « la maison Lindso ».

## Géographie

### Situation générale
Le village se situe en Hesbaye, aux confins des provinces de Liège, du Brabant wallon (Orp-Jauche) et du Brabant flamand (Landen). À 50 km de Bruxelles et Liège, le long de l'autoroute E40, Lincent est également à proximité de Tirlemont (20 km), de Jodoigne (15 km), de Huy (30 km) et de Namur (40 km). La commune comprend deux autres villages : Pellaines et Racour.

### Sections
| # | Nom       | Superf. (km²) | Habitants (2020) | Habitants par km² | Code INS |
| - | --------- | ------------- | ---------------- | ----------------- | -------- |
| 1 | Lincent   | 7,41          | 1.658            | 224               | 64047A   |
| 2 | Pellaines | 2,67          | 508              | 190               | 64047B   |
| 3 | Racour    | 4,65          | 1.114            | 239               | 64047C   |

### Géographie urbaine
Aujourd'hui, le village se développe en deux noyaux séparés par la route nationale 64 reliant Huy à Tirlemont. Le conducteur pressé aura l'impression de traverser un village-rue. À l'est de la route nationale, sur le plateau, un noyau du XIXe siècle s'est développé autour de petites exploitations agricoles. Dernièrement, cette partie du village a fait l'objet de nombreuses constructions sans style particulier. À l'ouest de la route, le cœur ancien du village a pratiquement disparu, ayant fait place à de petites maisons, au cours du XIXe siècle, disposées le long d'une longue rue principale. Il reste toutefois quelques éléments du noyau ancien du village, voire quelques maisons de fondation plus ancienne, remontant parfois au XVIIe siècle, construits en tuffeau et en silex.
La densité de population de la commune était en 2005 de 203 habitants au km2, avec 9 % d'urbanisation du sol : l'essentiel du territoire reste dévolu à l'agriculture (Source : SPF Économie - Direction générale Statistique et Information économique).

### Relief
L'altitude moyenne tourne autour des 80 m au-dessus du niveau des océans. Le relief, très peu accentué, est marqué par un plateau situé à l'est du village, et d'un versant à l'ouest.

### Hydrographie
La Bacquelaine traverse le village d'est en ouest, rejoignant la petite Gette à l'ouest de la commune, affluent de la Dyle (bassin de l'Escaut).

### Géologie
Le silex et le tuffeau ont été exploités dans toute la région : l'appellation « tuffeau de Lincent » regroupe plusieurs veines de tuffeau présentes dans de nombreux villages. Ce matériau est une roche calcaire sédimentaire, d'origine océanique et dont la formation remonte au Landénien tertiaire.

### Communes limitrophes
| Hélécine   | Landen (Brabant flamand) |                          |
|            | Lincent                  | Landen (Brabant flamand) |
| Orp-Jauche | Hannut                   |                          |

## Démographie

### Démographie: Avant la fusion des communes
- Source: DGS recensements population

### Démographie: Commune fusionnée
En tenant compte des anciennes communes entraînées dans la fusion de communes de 1977, on peut dresser l'évolution suivante:
Les chiffres des années 1831 à 1970 tiennent compte des chiffres des anciennes communes fusionnées.
- Source: DGS , de 1831 à 1981=recensements population; à partir de 1990 = nombre d'habitants chaque 1 janvier[1]

## Histoire
Historiquement, le village de Lincent semble apparaître tardivement, au milieu du Moyen Âge ; des fouilles archéologiques menées le long du tracé du TGV oriental n'ont révélé aucune occupation avant cette période, à l'exception d'un rare matériel résiduel. Pourtant, la région est fréquentée depuis le Néolithique, pendant la protohistoire et l'antiquité romaine, ainsi qu'en attestent de nombreuses découvertes sur le territoire des communes avoisinantes. Quelques jalons éclairent l'histoire de Lincent :
- Selon certaines sources, une villa romaine aurait existé le long d'un diverticule de la chaussée romaine, à l'extérieur du village (quartier actuel de la Bruyère). Cette hypothèse est à mettre en relation avec le tumulus d'Avernas-le-Bauduin, tout proche.
- Au cours de la transition entre Mérovingiens et Carolingiens, la maison de Landen compte un certain Pépin parmi ses membres ; ce puissant domaine a probablement étendu son influence jusqu'à Lincent.
- En 1031, le village passe de l'autorité du duché de Brabant à celle du chapitre de Saint-Barthélemy, à Liège.

## Héraldique
|  | La commune possède des armoiries qui ne semblent pas avoir été officiellement octroyées. Elles sont supposées être les armoiries de Godescal de Morialmé, prévôt de Saint-Lambert, qui possédait une partie de la région au XIe siècle. Bien sûr il n'a jamais possédé d'armoiries mais ces armoiries lui sont attribuées sur un sceau du XIVe siècle sur lesquelles la commune s'est basée pour créer les siennes. Blasonnement : De vair en chevron renversé, à deux chevrons de gueules. Source du blasonnement : Heraldy of the World. |

## Politique et administration

### Collège et conseil communal 2024-2030
| Collège communal   |                  |                    |
| ------------------ | ---------------- | ------------------ |
| Bourgmestre        | Yves Kinnard     | MR - 4287          |
| 1er Échevin        | Eric Vandevelde  | Les Engagés - 4287 |
| 2e Échevine        | Renée Dardenne   | MR - 4287          |
| 3e Échevin         | Etienne Daloze   | 4287               |
| Présidente du CPAS | Marie-Anne Paque | Les Engagés - 4287 |

### Liste des bourgmestres depuis 1830
- Yves Kinnard (MR) est le bourgmestre actuel de la commune.

### Jumelages
- Lussac (France), commune de Gironde (Nouvelle-Aquitaine).

## Patrimoine et culture

### Patrimoine architectural et naturel

#### Moyen Âge
- L'ancienne église Saint-Pierre en ruine (XIIe – XIVe siècles). Il ne subsiste que les murs et la tour de défense construite au 12e siècle, bâtie en tuffeau sur un microrelief dominant la Bacquelaine. Monument classé (Arr. royal du 14.03.1940), elle est réaffectées aujourd'hui à des acitivés culturelles.
- Bas-relief gothique, sculpté dans la pierre ; un probable réemploi de matériau de l'église dans le mur d'une ruelle de configuration très ancienne (rue de la Fontaine, autrefois ruelle Aux Messes).
- La ferme de Lincent dont les origines remontent au Moyen Âge.

#### Temps modernes
- Sections de bâtiments remontant aux XVIIe et XVIIIe siècles (fermes, habitations), notamment :
- L'ancien presbytère (18e siècle) ;
- Le (nouveau) presbytère 1741 ;
- La nouvelle église Saint-Pierre construite en 1906, abrite le riche mobilier de l'ancienne église ;
- L'ancienne ferme Vanesse , millésimée 1747.

#### Époque contemporaine
- Potales dans les champs.
- Maison communale et école communale (1870) dessinée par l'architecte Joseph Poelaert, célèbre architecte du Palais de Justice de Bruxelles (1870).
- Château de la Ferme de Lincent (anciennement château Michaux), 1904-1905. Construction en briques d'inspiration néogothique (architecte Hubert Froment).
- Château Ulens, après 1900.
- Maisons de maître sur la route N64 et dans le village, vers 1910.

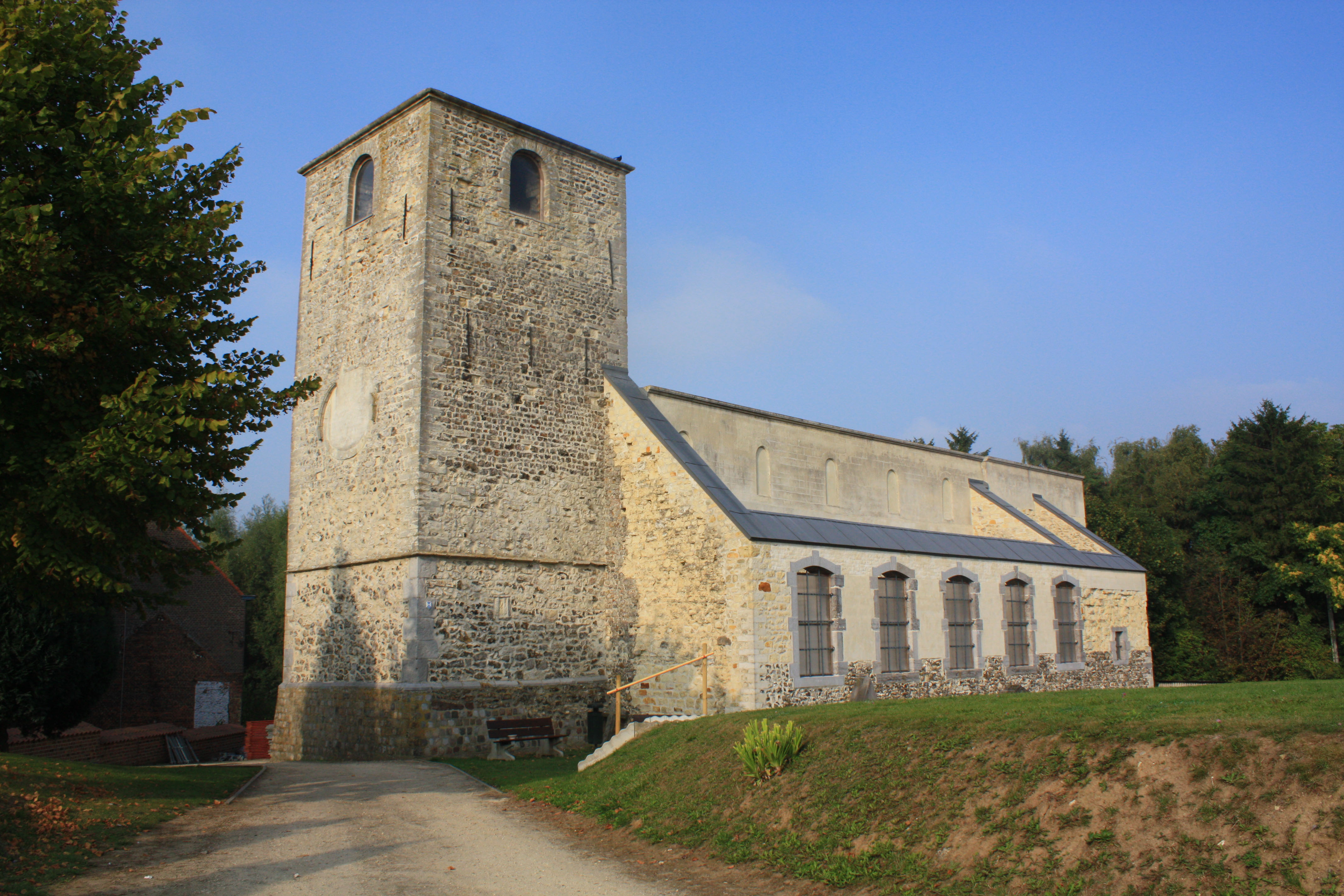
L'ancienne église Saint-Pierre en ruine (XIIe – XIVe siècle).
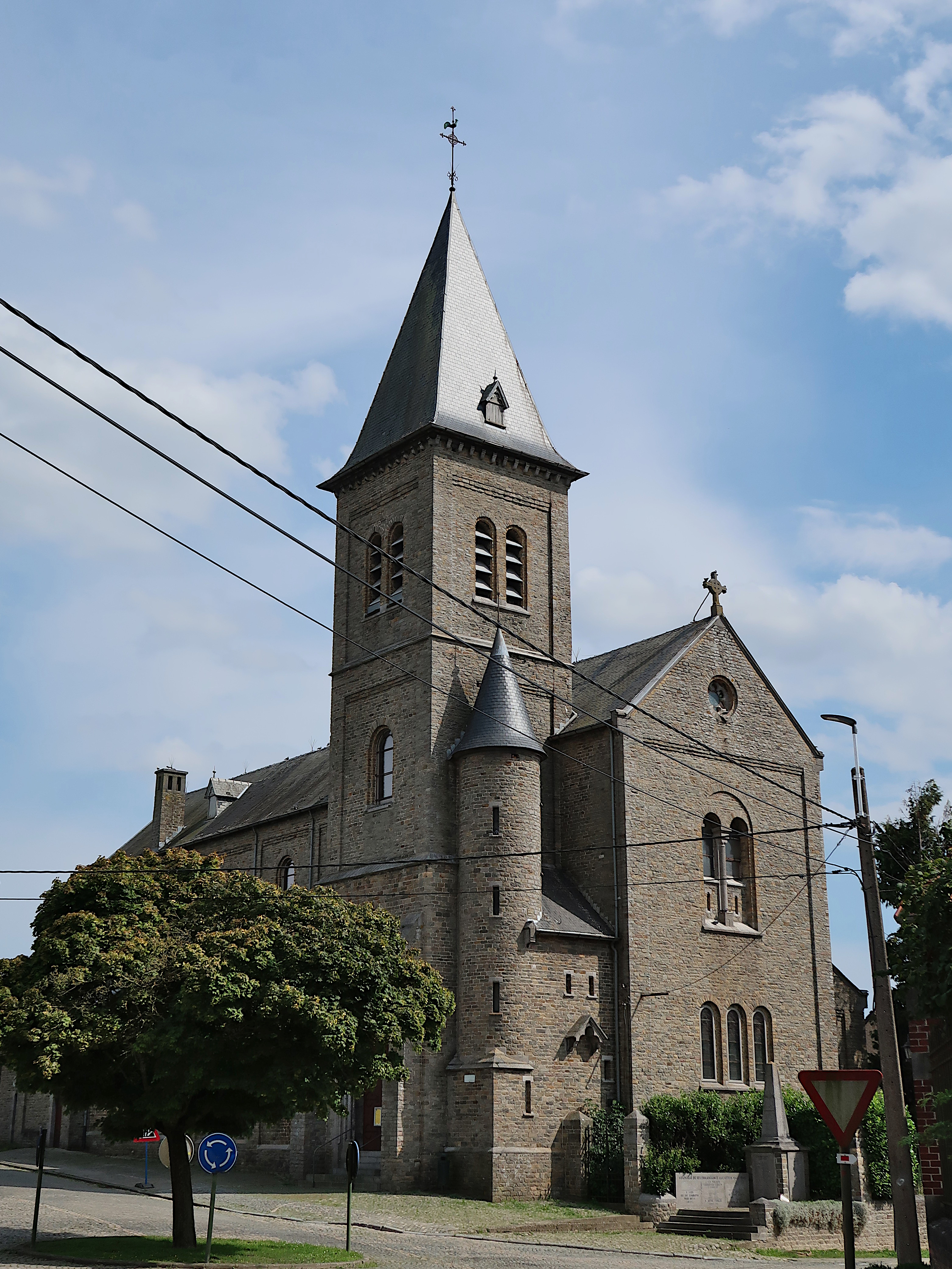
Nouvelle église Saint-Pierre de 1906.
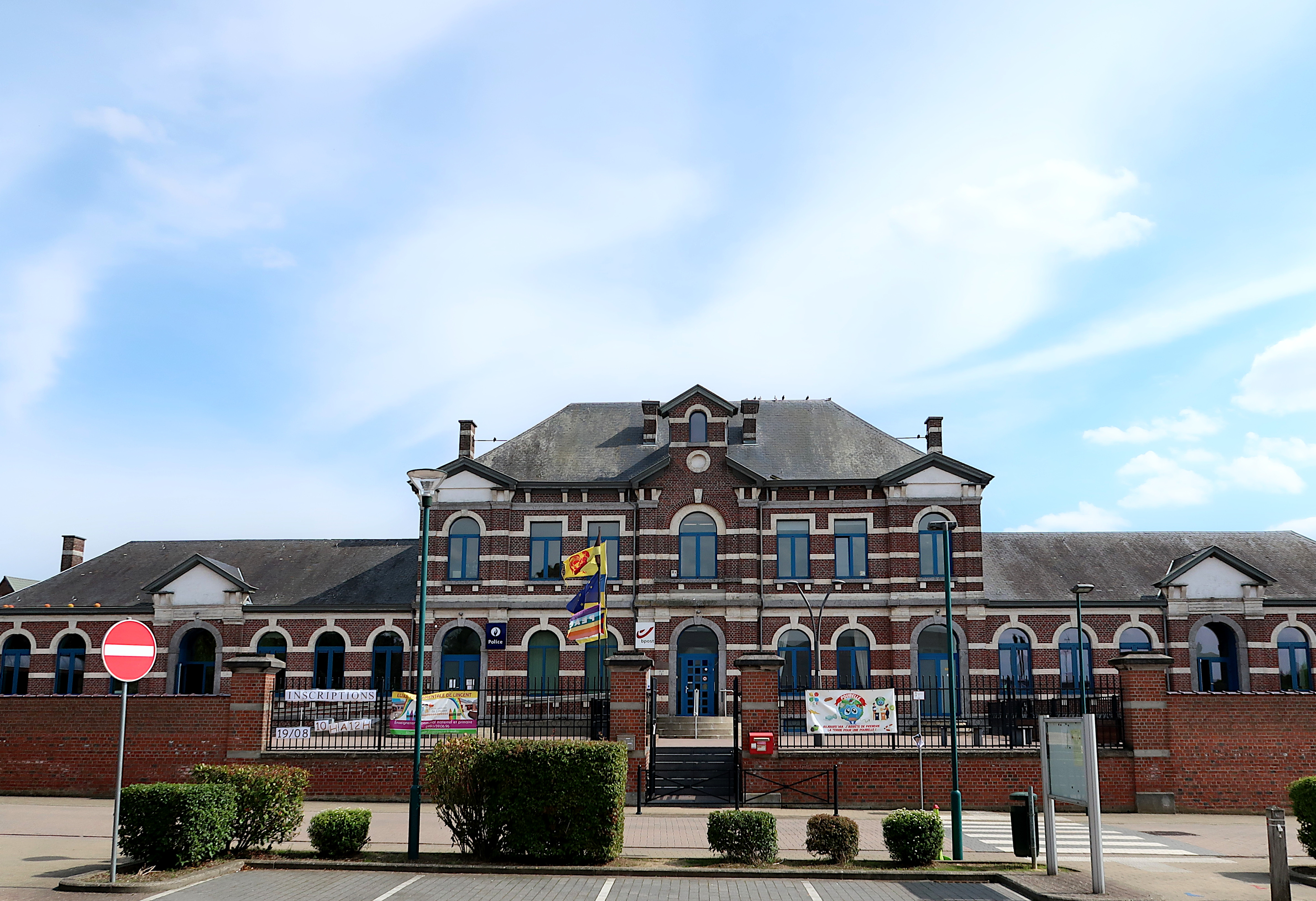
L'école communale (cour des Grands) et le poste de police.
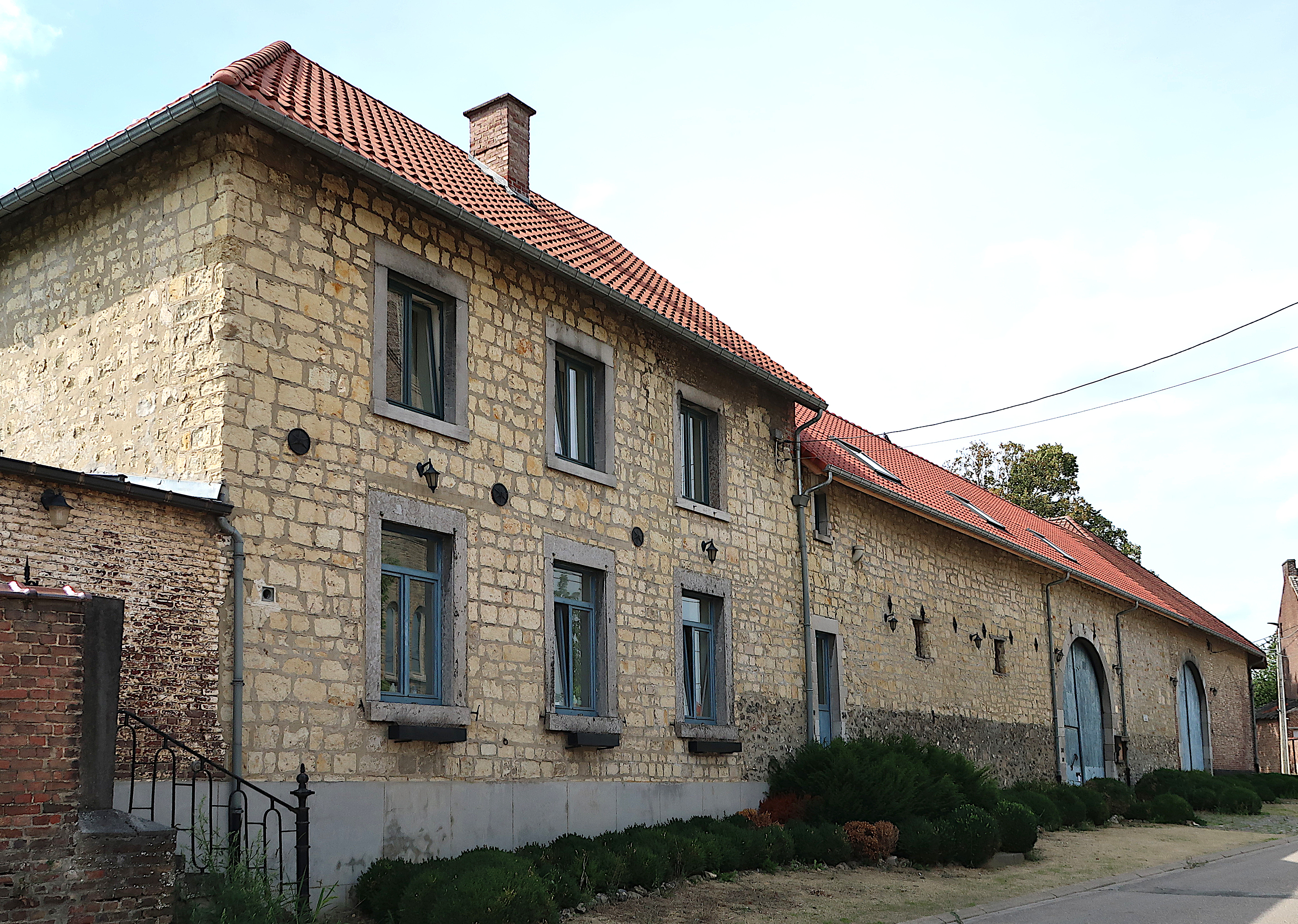
Ferme de Lincent, ancienne ferme hesbignonne.
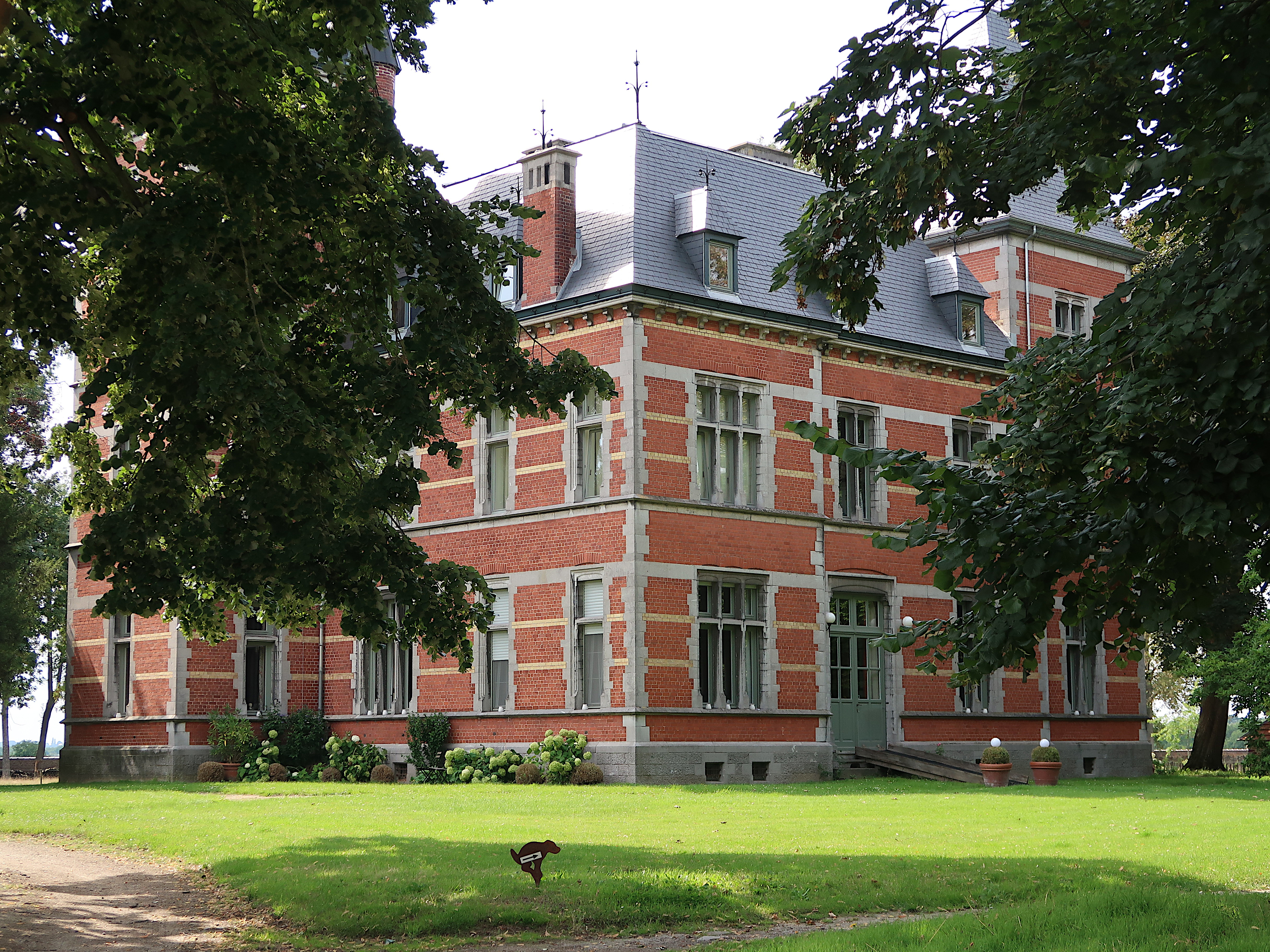
Château Michaux.

#### Patrimoine naturel
L'environnement est typique de la Hesbaye du Nord. De vastes champs ondulent mollement, et s'agitent à mesure qu'on s'approche du Brabant wallon. Les chemins creux recèlent une faune et une flore en voie de raréfaction, et les paysages qui se laissent découvrir au sommet des buttes appellent à la méditation. Plus loin au nord et à l'ouest, au large du village, les premières vallées brabançonnes offrent une nouvelle perspective aux balades Orp, Hélécine, Piétrain. Vers le sud et l'est, ce sont les grands plateaux hesbignons et les vergers flamands
Les villages de Racour et Pellaines présentent le même schéma architectural, à savoir des constructions datées pour l'essentiel des XIXe et XXe siècles, avec çà et là de rares témoins d'une occupation antérieure comme l'église de Racour (XIVe siècle). Mais les deux autres villages de l'entité ne sont balafrés ni par l'autoroute, ni par le TGV, ni par la route nationale ; ce qui leur confère un charme campagnard appréciable

### Culture

#### Musée
- Musée d'histoire et de la vie d'autrefois (Racour).

## Économie

### Écotourisme
- Lincent est traversé par l'ancienne ligne de chemin de fer L147, aujourd'hui transformée en RAVeL (de Perwez à Lincent) et prolongée vers Landen.
- Le territoire de la commune compte quelques géocaches.